# Linea 19 (metropolitana di Pechino)
La linea 19 (in cinese 北京地铁19号线S, Běijīng dìtiě shíjiǔ hào xiànP) è una linea attiva della metropolitana di Pechino.
Inaugurata il 31 dicembre 2021, e gestita dalla Beijing Metro Operation Administration, la linea si snoda lungo un percorso da nord a sud di 20,9 chilometri ed è composta da un totale di 10 stazioni. La linea 19 è totalmente sotterranea e viene rappresentata nelle mappe dal colore lilla.

## Storia
Il 20 maggio 2015, sul sito del terzo Istituto di progettazione ferroviaria viene pubblicato il primo avviso pubblico sulla valutazione d'impatto ambientale per la fase I della linea 19. Il 26 agosto successivo è stato diffuso il rapporto ambientale completo del progetto, che includeva l’aggiunta della stazione Beitaipingzhuang. Il 18 dicembre dello stesso anno sono stati aperti i cantieri per la realizzazione della linea, provvedendo alla recinzione perimetrale dei lotti interessati dai lavori.
Il 9 agosto 2016 è stato pubblicato il testo completo della valutazione d'impatto ambientale e a settembre sono ufficialmente iniziati i lavori di costruzione della fase I. Il 3 gennaio 2017, l'Ufficio per la protezione ambientale di Pechino ha approvato ufficialmente il rapporto d'impatto ambientale.
Il 21 aprile 2018 sono stati avviati ufficialmente i lavori di realizzazione delle stazioni della linea 19, iniziando dalla stazione Xinfandi la quale è stata completata nel luglio successivo.
Nel febbraio 2021 è stata completata la struttura principale di tutte le stazioni prevista nella fase I della linea 19. Il 19 luglio successivo la Commissione urbana per la pianificazione e le risorse naturali di Pechino ha divulgato la proposta di denominazione delle stazioni, ufficializzando i nomi il 30 ottobre seguente. Il 16 settembre 2021 sono iniziati i test senza passeggeri, durati tre mesi. Il 30 dicembre successivo, la linea 19 è stata inaugurata al pubblico da Xingong e Mudanyuan ad eccezione delle fermate Beitaipingzhuang, Ping'anli, Taipingqiao e Jingfengmen.
Il 30 luglio 2022, le stazioni Jingfengmen, Taipingqiao, Ping’anli e Beitaipingzhuang sono state aperte al pubblico. Nello stesso giorno è stato avviato un test per il trasferimento fuori stazione tra stazioni di due linee differenti non collegate da corridoi sotterranei: entro 30 minuti dall’uscita è possibile cambiare linea beneficiando della tariffazione integrata, ad esempio tra la stazione Niujie (linea 19) e Guang’anmennei (linea 7) o tra Taipingqiao (linea 19) e Fuxingmen (linee 1 e 2).

### Sviluppi futuri
Il 28 aprile 2024 è stato pubblicato il piano della fase II della linea 19, il quale prevede la realizzazione di una estensione a nord di Mudanyuan di 7 fermate (Beishatan — Shengminggu) e di una estensione a sud di Xingong di altre 6 fermate (Xingongnan — Haizijiao), portando il totale a 23 stazioni. Lo stesso giorno è stata anche annunciata la realizzazione di una diramazione nord che collegerà la linea 19 dalla futura stazione di Shangqingqiaonan alla stazione ferroviaria di Qinghe.

## Servizio

### Tariffazione
La tariffazione parte da un prezzo di 3 ¥ (circa 0,40 €) a seconda della distanza di viaggio totale da percorrere, fino a un massimo di 5 ¥ (circa 0,60 €) per percorrere tutta la linea. Se si effettuano interscambi con altre linee il prezzo può aumentare fino a un massimo di 8 ¥ (circa 1 €) in base alla distanza percorsa.

### Orario di servizio
La prima corsa in direzione Xingong parte ogni giorno dalla stazione di Mudanyuan alle 5:30 e effettua l'ultimo servizio alle 23:10. In direzione opposta, il primo treno da Xingong verso Mudanyuan è attivo alle 5:30 e si conclude con l'ultima corsa alle 23:25.

## Percorso e stazioni

### Percorso
| Unknown route-map component "uextCONTg" |

|  | Urban tunnel station on track + Unknown route-map component "HUB2" | Unknown route-map component "HUBc3" |

| Unknown route-map component "utCONTgq" | Unknown route-map component "utSTRq" | Unknown route-map component "utKRZtu" + Unknown route-map component "HUBc1" | Unknown route-map component "utBHFq" + Unknown route-map component "HUB4" | Unknown route-map component "utCONTfq" |

| Transverse water | Unknown route-map component "utKRZW" | Transverse water |

| Unknown route-map component "utSTRc2" | Unknown route-map component "utABZg3" |  |

| Unknown route-map component "utCONTgq" | Unknown route-map component "utABZq1" | Unknown route-map component "utTINTt" + Unknown route-map component "utSTRc4" | Unknown route-map component "utSTRq" | Unknown route-map component "utCONTfq" |

| Transverse water | Unknown route-map component "utKRZW" | Transverse water |

|  | Unknown route-map component "utCONTgq" | Unknown route-map component "utKRZtu" + Unknown route-map component "HUBc2" | Unknown route-map component "utBHFq" + Unknown route-map component "HUB3" | Unknown route-map component "utCONTfq" |

|  | Urban tunnel station on track + Unknown route-map component "HUB1" | Unknown route-map component "HUBc4" |

|  | Unknown route-map component "utCONTgq" | Unknown route-map component "utKRZtu" | Unknown route-map component "utSTRq" | Unknown route-map component "utSTR+r" |

|  |  | Urban tunnel station on track + Unknown route-map component "HUBaq" | Unknown route-map component "HUBtf" | Urban tunnel station on track + Unknown route-map component "HUBeq" |

|  |  | Unknown route-map component "utCONTgq" | Unknown route-map component "utKRZto" | Unknown route-map component "utBHFq" + Unknown route-map component "HUBe" | Unknown route-map component "utKRZto" | Unknown route-map component "utCONTfq" |

|  |  |  | Urban tunnel straight track |  | Unknown route-map component "utSTRl" | Unknown route-map component "utCONTfq" |

| Unknown route-map component "BLc2" + Unknown route-map component "utCONT4+f" | Unknown route-map component "KBL3" + Urban tunnel station on track |  |

| Unknown route-map component "utCONTgq" | Unknown route-map component "KBL1" + Unknown route-map component "utTINTt" | Unknown route-map component "BLc4" + Unknown route-map component "utKRZtu" | Unknown route-map component "utCONTfq" |  |

| Unknown route-map component "utLSTR" | Urban tunnel straight track |  |

| Unknown route-map component "utLSTRl" | Unknown route-map component "utKRZtu" | Unknown route-map component "utCONTfq" |

| Unknown route-map component "tCONTgq" | Unknown route-map component "tSTRq" | Unknown route-map component "umtKRZtu" | Unknown route-map component "tCONTfq" |  |

| Unknown route-map component "BLc2" | Unknown route-map component "KBL3" + Urban tunnel station on track |  |

| Unknown route-map component "utCONTgq" | Unknown route-map component "KBL1" + Unknown route-map component "utBHFq" | Unknown route-map component "BLc4" + Unknown route-map component "utKRZtu" | Unknown route-map component "utCONTfq" |  |

| Transverse water | Unknown route-map component "utKRZW" | Transverse water |

|  | Urban tunnel station on track + Unknown route-map component "HUB2" | Unknown route-map component "HUBc3" |

| Unknown route-map component "utCONTgq" | Unknown route-map component "utSTRq" | Unknown route-map component "utKRZto" + Unknown route-map component "HUBc1" | Unknown route-map component "utBHFq" + Unknown route-map component "HUB4" | Unknown route-map component "utCONTfq" |

| Transverse water | Unknown route-map component "utKRZW" | Transverse water |

| Unknown route-map component "CONTgq" | Transverse track | Unknown route-map component "umtKRZ" | Transverse track | Unknown route-map component "CONTfq" |

| Unknown route-map component "uextCONTgq" | Unknown route-map component "uextSTR+r" | Urban tunnel straight track |  |  |

| Transverse water | Unknown route-map component "uextKRZW" | Unknown route-map component "utKRZW" | Transverse water |  |

| Unknown route-map component "utKBHFxa" + Unknown route-map component "HUBaq" | Urban tunnel station on track + Unknown route-map component "HUBq" | Unknown route-map component "HUBlg" |

| Unknown route-map component "utCONTgq" | Unknown route-map component "utKRZto" | Unknown route-map component "utKRZto" | Unknown route-map component "utBHFq" + Unknown route-map component "HUBe" | Unknown route-map component "utCONTfq" |

| Urban tunnel straight track | Urban tunnel station on track |  |

| Unknown route-map component "utCONTgq" | Unknown route-map component "utSTRr" | Urban tunnel straight track |  |  |

|  | Unknown route-map component "utABZgl+l" | Unknown route-map component "uKDSTCCeq" |

| Unknown route-map component "utCONTgq" | Unknown route-map component "utSTRq" | Unknown route-map component "utKRZtu" + Unknown route-map component "HUBc2" | Unknown route-map component "utBHFq" + Unknown route-map component "HUB3" | Unknown route-map component "utCONTfq" |

|  | Urban tunnel station on track + Unknown route-map component "HUB1" | Unknown route-map component "HUBc4" |

| Unknown route-map component "uextCONTf" |

### Stazioni
|                           | Nome stazione                       | Nome in cinese, pinyin | Percorrenza (ore) | Distanza (km)                             | Interscambi |
| ------------------------- | ----------------------------------- | ---------------------- | ----------------- | ----------------------------------------- | ----------- |
| Shengminggu               | 生命谷 Shēngmìnggǔ                  |                        |                   |                                           |             |
| Life Science Park South   | 生命科学园南 Shēngmìng kēxuéyuánnán |                        |                   |                                           |             |
| Longyu                    | 龙域 Lóngyù                         | (13A/B)                |                   |                                           |             |
| Xisanqi                   | 西三旗 Xīsānqí                      |                        |                   |                                           |             |
| Qinghe Xiaoyingqiao       | 清河小营桥 Qīnghé xiǎoyíngqiáo      |                        |                   |                                           |             |
| Shangqingqiaonan          | 上清桥南 Shàngqīngqiáonán           | (diramazione Nord)     |                   |                                           |             |
| Beishatan                 | 北沙滩 Běishātān                    |                        |                   |                                           |             |
| Mudanyuan                 | 牡丹园 Mǔdānyuán                    | 0:00                   | 0,00              |                                           |             |
| Beitaipingzhuang          | 北太平庄 Běitàipíngzhuāng           | 0:02                   | 0,92              |                                           |             |
| Jishuitan                 | 积水潭 Jīshuǐtán                    | 0:06                   | 3,37              |                                           |             |
| Ping'anli                 | 平安里 Píng'ān lǐ                   | 0:09                   | 4,69              |                                           |             |
| Taipingqiao               | 太平桥 Tàipíngqiáo                  | 0:13                   | 7,67              | (Tramite collegamento con Fuxingmen)      |             |
| Niujie                    | 牛街 Niújiē                         | 0:16                   | 9,81              | (Tramite collegamento con Guang'anmennei) |             |
| Jingfengmen               | 景风门 Jǐngfēngmén                  | 0:20                   | 12,77             |                                           |             |
| Caoqiao                   | 草桥 Cǎoqiáo                        | 0:24                   | 15,45             |                                           |             |
| Xinfadi                   | 新发地 Xīnfādì                      | 0:28                   | 18,10             |                                           |             |
| Xingong                   | 新宫 Xīngōng                        | 0:32                   | 20,84             | (interservizio con linea )                |             |
| Xingongnan                | 新宫南 Xīngōngnán                   |                        |                   |                                           |             |
| Xihongmendong             | 西红门东 Xīhóngméndōng              |                        |                   |                                           |             |
| New Media Industrial Base | 新媒体产业基地 Xīnméitǐ chǎnyè jīdì |                        |                   |                                           |             |
| Guanyinsi                 | 观音寺 Guānyīnsì                    |                        |                   |                                           |             |
| Cigezhuangxi              | 磁各庄西 Cígèzhuāngxī               |                        |                   |                                           |             |
| Haizijiao                 | 海子角 Hǎizǐjiǎo                    |                        |                   |                                           |             |

#### Diramazione Nord
|                  | Nome stazione             | Nome in cinese, pinyin | Percorrenza (ore) | Distanza (km) | Interscambi |
| ---------------- | ------------------------- | ---------------------- | ----------------- | ------------- | ----------- |
| Qinghe           | 清河站 Qīnghé zhàn        |                        |                   | Huairou-Miyun |             |
| Shangqingqiaonan | 上清桥南 Shàngqīngqiáonán | (linea principale)     |                   |               |             |

## Materiale rotabile
| Modello | Imagine | Produttore                      | Anno        | In servizio | Numeri            | Deposito               |
| ------- | ------- | ------------------------------- | ----------- | ----------- | ----------------- | ---------------------- |
| CCD5034 |         | CRRC Changchun Railway Vehicles | 2019 — 2021 | 25          | 190 001 — 190 025 | Xingong (新宫车辆基地) |
| SFM80   |         | CRRC Qingdao Sifang             | 2019 — 2021 | 25          | 190 001 — 190 025 | Xingong (新宫车辆基地) |